# 站前街道 (南昌市)
站前街道，是中华人民共和国江西省南昌市新建区下辖的一个乡镇级行政单位。

## 行政区划
站前街道下辖以下地区：
东方红社区、文明北路社区、站前社区和洪崖社区。